# Селидово
Сели́дово (укр. Сели́дове) — город в Покровском районе Донецкой области Украины, административный центр Селидовской городской общины. Расположен близ железнодорожной станции Селидовка. Экономически и исторически тесно связан с городом Новогродовка из-за интеграции окружающих города группы шахт в Групповую обогатительную фабрику «Россия» с добычей и переработкой 1,8 миллиона тонн каменного угля.
Селидово образует агломерацию с населением 40 209 человек, где в самом Селидово проживает 23 793 человека. Данные текущего учёта за 2020 год зафиксировали бо́льшую фактическую численность проживающих в агломерации, чем по данным регистрационного учёта — 49 763 человек.

## География
Город расположен в западной части области, на реке Солёной (приток Волчьей, бассейн Днепра). К северу от города проходит трасса М-30.
Части города. На 2011 год город (формально и неформально) делится на:
- 11-й квартал
- Уралы
- Северный микрорайон (БОР, ДК)
- Центральную часть
- Микрорайон «Солнечный»
- Массив «Молодёжный»
- Микрорайон «Южный»
- Район «Наклонка» (восточный частный сектор)
- Район «Ворошиловка» (западный частный сектор, граничит с пгт Вишнёвое)
- Посёлок бывшего кирпичного завода (в народе «Кирпичный», граничит с пгт Вишнёвое)

## История
До XIII века землями, лежащими в окрестностях современного Селидово, владели, сменяя друг друга, многочисленные кочевые племена, затем их захватили монголо-татарские орды.
В начале XVI века местность стала запорожским займищем. Вплоть до 1769 года территория периодически подвергалась набегам крымских татар, поэтому её интенсивное заселение оседлыми жителями началось лишь со второй половины XVIII века.
В 1770—1773 годах по распоряжению Новороссийской губернской канцелярии, в старинных запорожских займищах и маетностях по привольным, богатым и плодородным степям речки Соленой были временно поселены молдаване и волохи, взятые в плен в пределах Турции и высланные оттуда на жительство в Новороссию.
В 1783 году Левобережная Украина окончательно стала российским владением, и в том же году Бахмутская провинциальная канцелярия распорядилась образовать у реки Соленой, вблизи оврага Палиевского, государственную воинскую слободу Селидовку. Во исполнение сего распоряжения молдаван переселили отсюда в другие селения Бахмутского уезда, а жившие здесь запорожцы начали стягивать народ и скоро заселили слободу людьми семейными и оседлыми, вольными и свободными. В последующие годы сюда переселялись бывшие казаки Миргородского полка Полтавской губернии, украинские крестьяне, мещане, казаки и другие выходцы из Черниговской и Харьковской губерний.
В 1797 году жители Селидовки, руководимые громадским наймитом — слободским писарем Демьяном Васильевичем Глушичевым, начали хлопотать об открытии у себя самостоятельного прихода и о построении в своей слободе церкви во имя святителя Христова Николая чудотворца. Для этого, согласно желанию всего общества и приговору сельской Сборной Избы, избрав уполномоченными старшину Емельяна Папету, выборного Феодора Рыбалченка, первостатейных стариков Игната Боровка, Семёна Реву и других, они поручили им вести всё дело и нести все труды по устройству в слободе церкви.
13 мая 1798 года Бахмутский протоиерей Пётр Расевский соборно освятил место под церковь, положил закладку на сооружение оной и на месте работ водрузил крест. Резолюцией от 7 февраля 1799 года преосвященный Гавриил разрешил и благословил освятить вновь выстроенную Свято-Николаевскую церковь Екатеринославской духовной консистории и дозволил выдать для этого освящённый антиминс. Метрические книги Николаевской церкви за 1865—1920 годы сохранились в Донецком областном архиве, с их копиями можно ознакомиться на сайте архива.

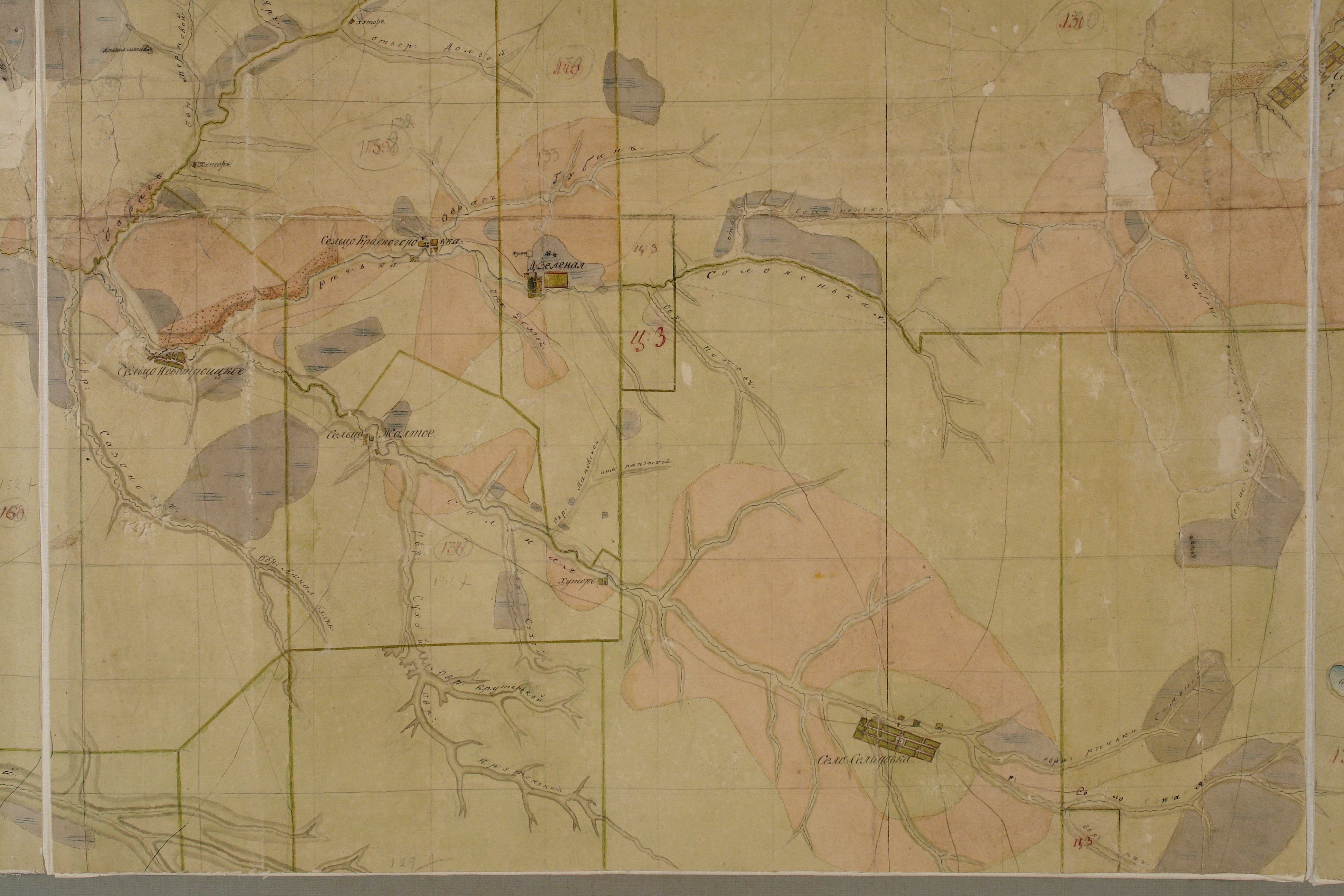
Селидовка на ПГМ Бахмутского уезда (1830 г.)

На планах Генерального межевания Бахмутского уезда (1830 г.) Селидовка выглядит крупным поселением, с расположенной в центре села церковью. На северо-запад и юго-восток от села видны церковные земли (на карте «Ц.З.»).
Поскольку российское правительство в тот период было заинтересовано в освоении южных степей, всем переселившимся сюда «свободным сельским обывателям» выделялись земельные участки — по 30 десятин на каждый двор. На некоторое время (от 6 до 16 лет) поселенцы освобождались от уплаты податей, а в дальнейшем платили в казну поземельные сборы и налоги, отбывали повинности, определённые инвентарями арендных казённых имений. Денежный оброк составлял ежегодно от 3 до 5 рублей с ревизской души.
В конце XVIII — первой половине XIX века по соседству с Селидовкой появились новые населённые пункты: Алексеевка, Галициновка, Кураховка, Солнцево, Роя. Все они были собственностью крупных помещиков, которые, прибирая к рукам лучшие земли, окружали Селидовку плотным кольцом. Вблизи села возникли также поселения немцев-колонистов: Карловка, Мымрик, Лесовка, Александровка, Долиновка, Котляревка, Михайловка, Мариновка. Свободных земель не осталось.
Население Селидовки, находившейся на чумацком пути из Бахмута в Мариуполь и Крым, быстро росло. Только в первой половине XIX века численность его увеличилась в четыре раза. Если в 1797 году в селе насчитывалось 927 жителей, то в 1859 году их было уже 3618 (498 дворов).
С 1865 года Селидовка стала волостным центром. Она делилась на четыре сельских общества: Лозоватское, Каменно-Лисичанское, Кучуринское и Селидовское. Естественной границей между ними были речка Соленая и овраги, рассекавшие село на четыре части.
Ещё в 1850-х годах вблизи Селидовки и окрестных сёл были открыты залежи угля. Вскоре здесь возникли небольшие помещичьи и крестьянские копи. Но более-менее интенсивная разработка угля началась лишь после сооружения в 1884 году Екатерининской железной дороги и увеличения спроса на топливо.
В 1884 году население Селидовки состояло из 644 семей — 4674 душ обоего пола.
Осенью 1895 года эпидемия дифтерии унесла 149 жизней жителей Селидовки.
На начало XX столетия в Селидовке, селе Бахмутского уезда Екатеринославской губернии, проживало 5000 жителей. Имелось две школы, мужская и женская, три ярмарки, лавки, арестный дом.
По архивным данным в 1853 году имеющаяся в селе церковь была перестроена на средства прихожан, при этом она осталась деревянной. Из того же источника следует, что в 1908 году в Селидовке было 947 дворов, проживало 3788 прихожан мужского пола и 3683 женского, функционировала церковно-приходская школа. Приходские деревни — Пустынка (21 двор, 161 житель), Зелёная (56 ¾ двора, 434 жителя). Церковь владеет 213 десятинами земли. Причт церкви — священники Стефан Александрович Белановский (65 лет) и Виктор Николаевич Гонтаревский (64 года), диакон Георгий Фёдорович Красовский (35 лет), псаломщики Софония Адрианович Попов (25 лет) и Лаврентий Феодорович Михайличенко (30 лет), вдовы диаконов Олимпиада Попова (58 лет) и Евдокия Гонтаревская (47 лет), дочь священника Александра Данникова (31 год).
По состоянию на 1913 год в приходе Николаевской церкви с. Селидовка значилось 4220 жителей мужского пола и 4130 женского. За год в церкви было совершено 495 крещений, 105 бракосочетаний, 288 погребений. Церковь владела 210 десятинами земли. Школы: «1 2-хъ клас. м. н. п., 2 муж. зем., 1 жен. зем., 1 ц.-прих. мужск.». В селе функционировало общество трезвости, почтовое отделение, кредитное товарищество, общество потребителей. Приселки: д. Зелёная в 10 верстах, 184 жителя мужского пола и 171 женского; д. Пустынка, в 5 верстах, 96 м. п., 107 ж. п. Местность низменная, сырая. Причт: 2 священника, диакон и 2 псаломщика.
В начале XX века население села быстро увеличивалось (1908 год — 7823 человека, 1909 год — 5873, 1913 год — 9798) и было остановлено голодом 1921 года: в 1923 году в селе насчитывалось 6572 жителя.
7 марта 1923 года село Селидовка стало центром Селидовского района в Юзовском округе, он же Сталинский с 23 апреля 1924 года до 2 сентября 1930 года. К 1932 году на территории района работали колхозы «Правда», «Реконструкция», «Жовтень», имени Ворошилова, «За суцільну (укр. — „сплошную“) колективізацію». С 13 февраля 1932 года до 28 января (3 июня?) 1938 года Селидовский район был упразднён, территория колхозов и шахтёрских посёлков была передана Сталинскому горсовету (ныне — город Донецк). Добыча угля на территории района к 1940 году составила 4200 тонн в сутки (1,5 млн тонн в год).
На 30 сентября 1941 года в Селидовке дислоцировались 130-я и 131-я танковые бригады и 35-й отдельный ремонтно-восстановительный батальон, а в октябре этого же года размещался командный пункт 296-й стрелковой дивизии.
К 1951 году в Селидовке работали три крупных шахты: («Селидовская» № 1-2 — сейчас имени Коротченко (сейчас ликвидирована), «Селидовская-Южная» — сейчас ликвидирована, «Лесовская» № 1-2 — сейчас «Украина»), два колхоза («Радянская Украина», имени Жданова). В 1955 году создан трест «Селидовуголь».
16 ноября 1956 года село Селидовка преобразовано в город районного подчинения Селидово (с декабря 1962 года областного подчинения), а сельсоветы и колхозы Селидовского района были переданы в Марьинский и Красноармейский районы.

### Вторжение России на Украину
Вечером 26 августа 2024 года глава украинской Донецкой ОВА объявил принудительную эвакуацию ряда населения из населённых пунктов Селидовской городской общины в связи с наступлением российских войск.
27 августа 2024 года начались бои за город между ВСУ и ВС РФ.
В конце октября 2024 года город был занят ВС РФ. 27 октября Генеральная прокуратура Украины инициировала расследование по поводу вероятного расстрела российскими военными автомобиля с мирными жителями, один из них получил ранения. Уголовное дело было возбуждено на основании опубликованного видео. Также СМИ сообщили об убийстве двух гражданских жительниц. Согласно предположениям Генпрокуратуры Украины, убийства произошли после того, как территория, на которой были обнаружены тела, была занята противником.

## Население
Население городского совета на 1 января 2020 года — 49 763 чел.
| Год  | Количество жителей |
| ---- | ------------------ |
| 1859 | 3618               |
| 1885 | 3640               |
| 1897 | 5873               |
| 1908 | 7823               |
| 1939 | 6514               |
| 1959 | 12 949             |
| 1964 | 17 000             |
| 1970 | 22 315             |
| 1979 | 21 853             |
| 1989 | 29 831             |
| 1992 | 30 700             |
| 1994 | 31 000             |
| 1998 | 29 200             |
| 2002 | 26 793             |
| 2003 | 26 179             |
| 2004 | 25 648             |
| 2005 | 25 428             |
| 2006 | 25 139             |
| 2007 | 24 894             |
| 2008 | 24 676             |
| 2009 | 24 624             |
| 2010 | 24 481             |
| 2011 | 24 366             |
| 2012 | 24 269             |
| 2013 | 24 145             |
| 2014 | 23 989             |
| 2015 | 23 793             |
| 2016 | 23 481             |
| 2017 | 23 301             |
| 2018 | 22 971             |
| 2019 | 22 614             |
| 2020 | 22 276             |
| 2021 | 21 916             |

Рейтинг города (по численности населения) по состоянию на 1 января 2015 года:
| Место в бывшем СССР | Место на Украине | Место в области |
| ------------------- | ---------------- | --------------- |
| 1140                | 164              | 23              |

Рождаемость — 6,9 на 1000 человек, смертность — 18,8, естественная убыль — −11,9, сальдо миграции отрицательное (-13,3 на 1000 человек).
Национальный состав города по данным переписи населения 2001 года:
| N | Национальность | Количество | Уд. вес (%) |
| - | -------------- | ---------- | ----------- |
| 1 | Украинцы       | 37 248     | 59,29       |
| 2 | Русские        | 23 033     | 36,67       |
| 3 | Белорусы       | 682        | 1,09        |
| 4 | Татары         | 294        | 0,47        |
| 5 | Греки          | 238        | 0,38        |
| 6 | Немцы          | 131        | 0,21        |
|   | Всего          | 62 819     | 100,00      |

### Языковой состав
Во время переписи 2001 года 31,46 % населения города указали украинский язык родным, 66,82 % — русский, 1,72 % — другие языки.

## Экономика

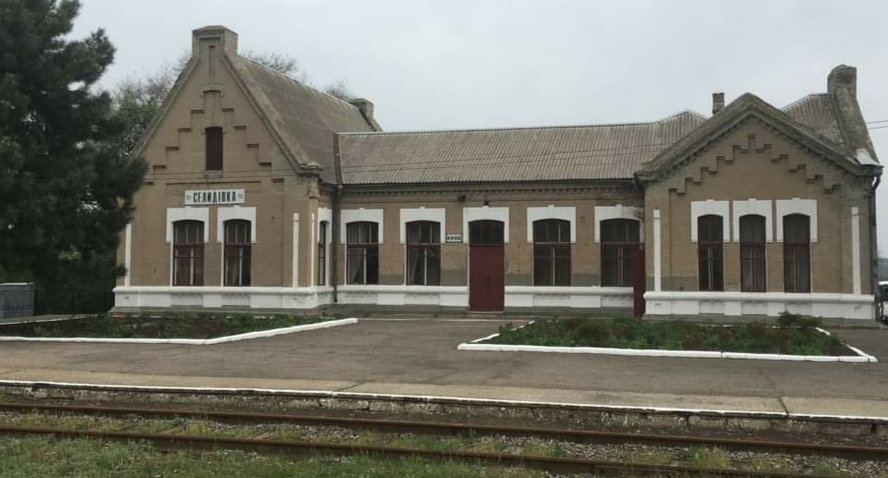
Вокзал железнодорожной станции Селидовка

По состоянию на 2018 год промышленность города переживает сильный спад. Население города вынуждено маятниково мигрировать в ближайшие города и центры для стабильной работы. Хотя экономика города не блещет, имеются все предпосылки для сброса зависимости от государственного предприятия «Селидовуголь».
Объём промышленного производства — 180 млн гривен (на 1 жителя — 3032 грн.). Индекс промышленной продукции — 59,0 % в 2003 году к 1990 году. Выбросы вредных веществ в 2003 году в атмосферный воздух от источников загрязнения города — 8,1 тыс. тонн (на 1 жителя — 0,33 тонны).
Промышленность города на 2013 год представлена:
- ПЕ «Селидовский хлебокомбинат» западного отделения промышленной группы «Торговый дом „Урожай“».
- Государственное предприятие «Селидовуголь».
- ЗАО «Завод железобетонных изделий».
- ЗАО ЦОФ «Селидовская».
- ЗАО «Селидовский завод металлопластиковых окон».
- ЗАО «Сокол» — современные оконные системы.
- «Дизайн студия мебели» — производство мебели по индивидуальным размерам.

Также в городе развиты частные предпринимательские сети. Основные направления:
- Мелкие рихтовочные и автомастерские.
- Столярные мастерские.
- Моечно-сварочные мастерские.
- Сети ритуальных услуг.
- Службы такси.
- Частные автотранспортные предприятия

Предприятия сферы поставления и обслуживания:
- СП «Селидовский РЭС Кировских ЭС» ПАО «ДТЭК».
- ОП ПЕ «ДТКЭ» «Димитровтеплосеть».
- КП «Селидовский водоканал» НК «Укрпромводчермет».
- КП «Горсвет».
- КП «Комунальщик».
- Многочисленные общества совладельцев многоквартирных домов.
- ЗАО «Прометей».

Коммуникационные предприятия:
- Цех связи № 30 ПАО «Укртелеком» (услуги электросвязи, проводного радиовещания и интернет).
- ООО «Связь-сервис» (услуги электросвязи и интернет).
- Отделение «Укрпочты».
- ООО «Антарес» (услуги кабельного телевидения и интернет).
- Городская компьютерная сеть «КОСМОС» (высокоскоростной доступ в интернет).
- ЧАО «Дорис» (беспроводные сети).

Средства массовой информации:
- Рекламно-информационная еженедельная газета «Твоя газета плюс» (2012—2013 гг.).
- Селидовская общественно-политическая газета «Наша зоря» и рекламно-информационная газета «Информатор».
- Телерадиокомпания «Инфо-Центр».

В настоящее время шахта «Селидовская-Южная» ликвидирована. На её промплощадке разрабатывался проект по постройке завода по изготовлению аккумуляторов, который не был доведён до конца. Шахта имени Коротченко функционирует в режиме водоотлива. В конце 2009 года шахта прекратила откачку воды и в настоящее время продолжается её затопление.

## Финансы
Экспорт товаров в 2003 году — 0,778 млн долларов США. Объём произведённых услуг в 2003 году — 14,9 млн гривен. Коэффициент безработицы в 2017 году — 9,7 %. Среднемесячная зарплата в феврале 2018 года — 9886 гривен.

## Достопримечательности
- Аллея на «Солнечном»

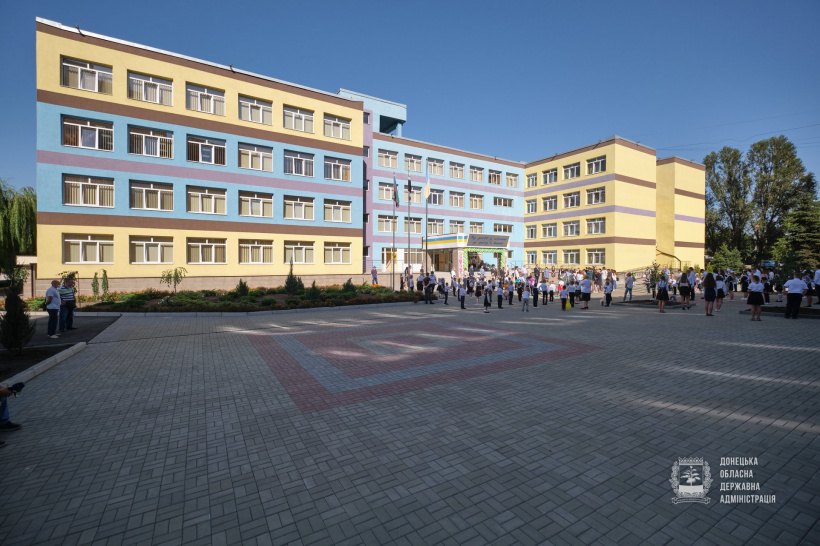
Школа №6

- Городской парк со стадионом и Дворцом спорта «Авангард»
- Сквер на жилмассиве «Южный» (у памятника А. Колесникову)
- Центральная площадь
- Сквер на 11 квартале с памятником В. Маяковскому в центре
- Дом Культуры
- Селидовский горный техникум
- Селидовский лицей
- Селидовская общеобразовательная гимназия № 5 им. В. Василенко
- Селидовская общеобразовательная школа № 1
- Селидовская общеобразовательная школа № 2
- Селидовская общеобразовательная школа № 6

## Памятники
- Памятник уроженцу г. Селидово младшему лейтенанту Красной Армии Александру Леонтьевичу Колесникову (1922—1945), совершившему последний воздушный таран в Великой Отечественной войне.
- Памятник воинам-освободителям — братская могила (парк в старом центре по ул. Советская)
- Памятник Ленину (на одноимённой площади) (демонтирован в сентябре 2015 года)
- Памятник скорбящей матери (улица Черняховского, возле городского парка)
- Памятник жертвам Голодомора (улица Черняховского)
- Памятник неизвестному казаку (возле центрального рынка, пересечение улиц Красноармейской и Карла Маркса)[29], скульптор Павел Гевеке
- Памятник Владимиру Маяковскому (в сквере, возле ОШ № 2, 11 квартал «Площадь Маяковского»)
- Памятник-мемориальная доска на берегу реки «Соленая» (по ул. Красноармейская)
- Памятник шахтёрам (расположен на подъезде к шахте Коротченко)
- Памятник чернобыльцам, погибшим во время ликвидации аварии на Чернобыльской АЭС (Бульвар Октябрьской революции)
- Памятник воинам-победителям (Звезда), расположенный по ул. Гоголя. На этом месте захоронены останки советских воинов, погибших в годы Великой Отечественной войны, они были найдены при строительстве бывшего «Дома пионеров»
- Памятник запорожским кобзарям[30], скульптор Павел Гевеке

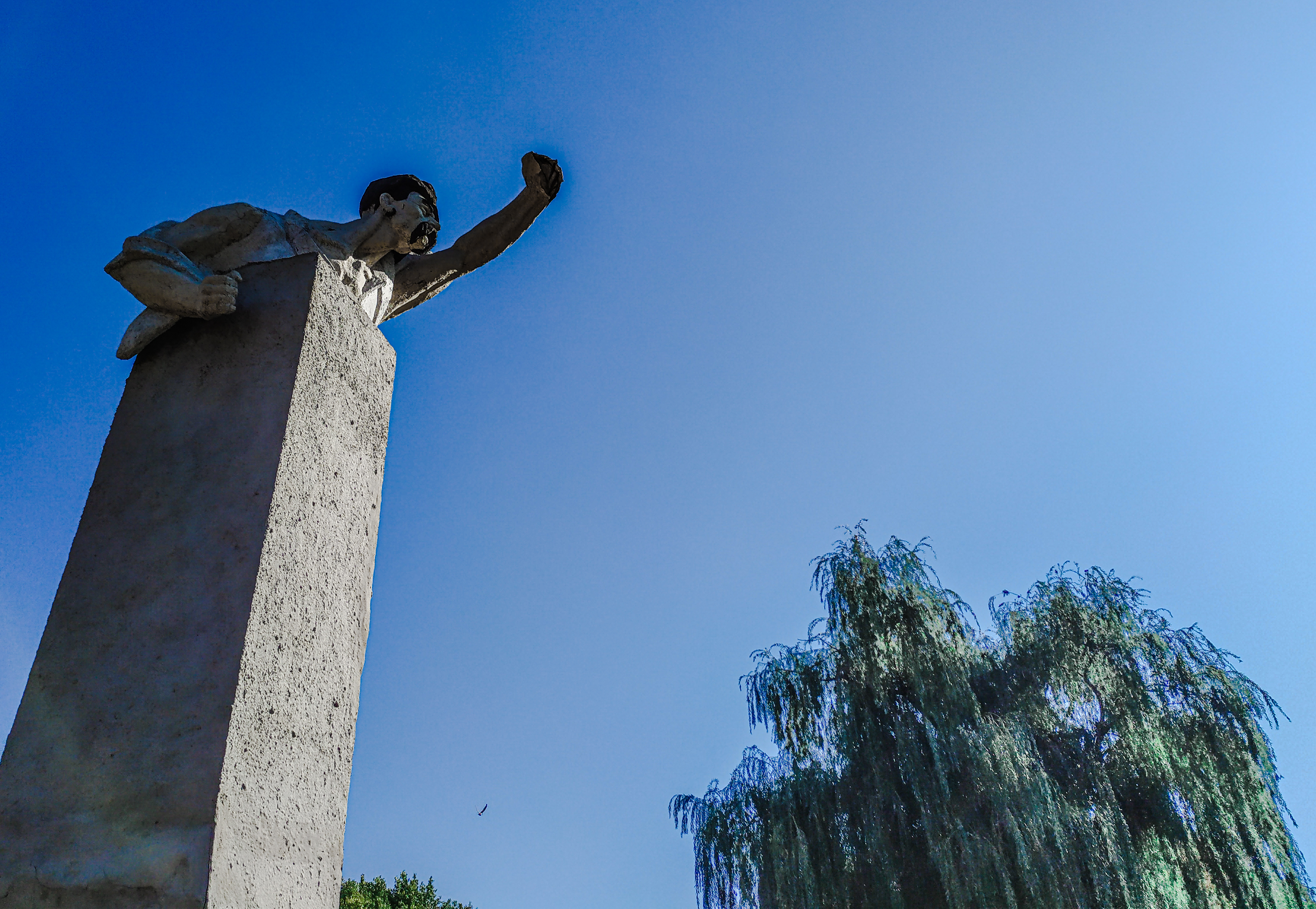
Памятник "Казацкий сторожевой пост" (2018)
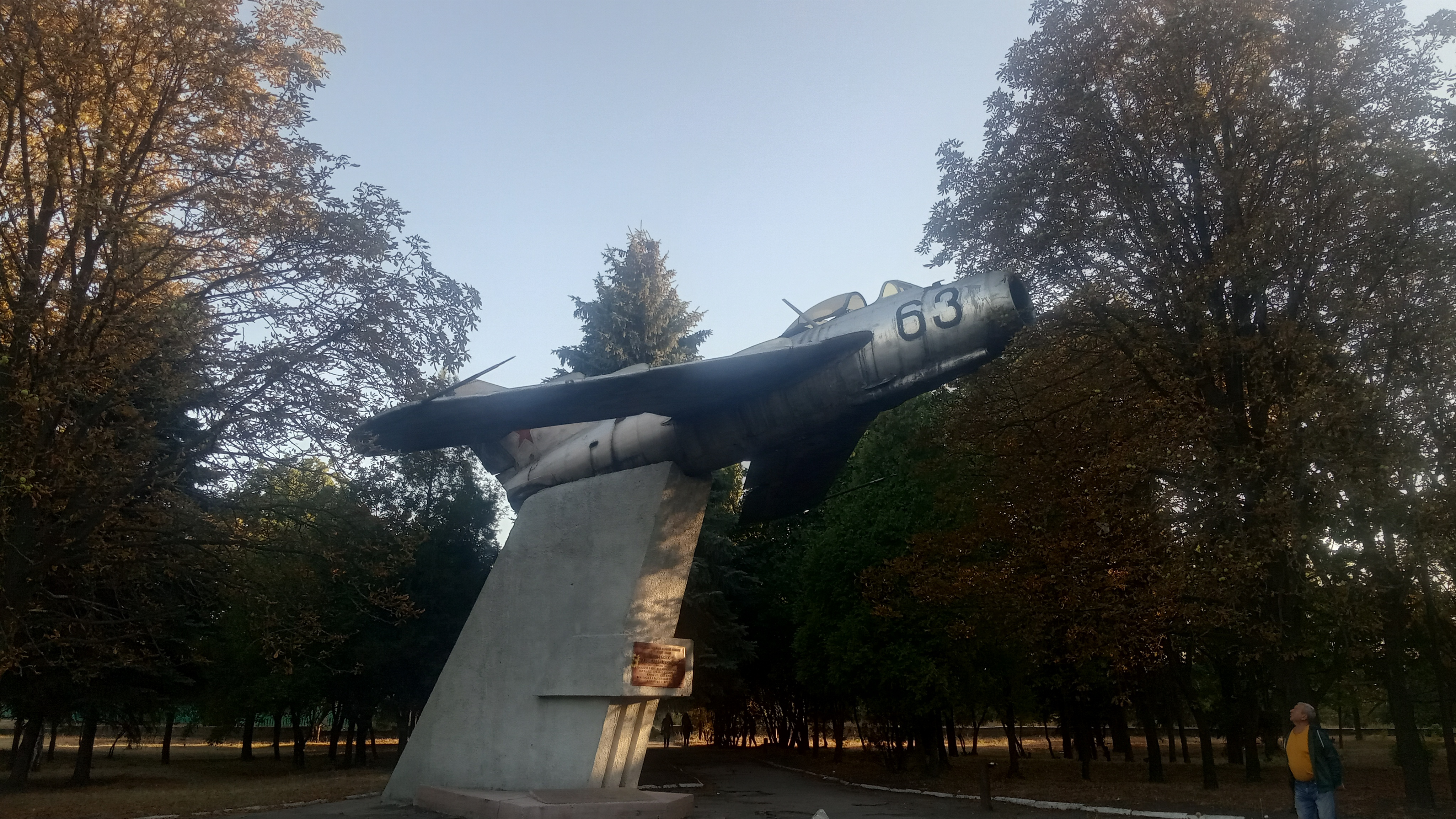
Памятник советскому лётчику А.Л. Колесникову в парке
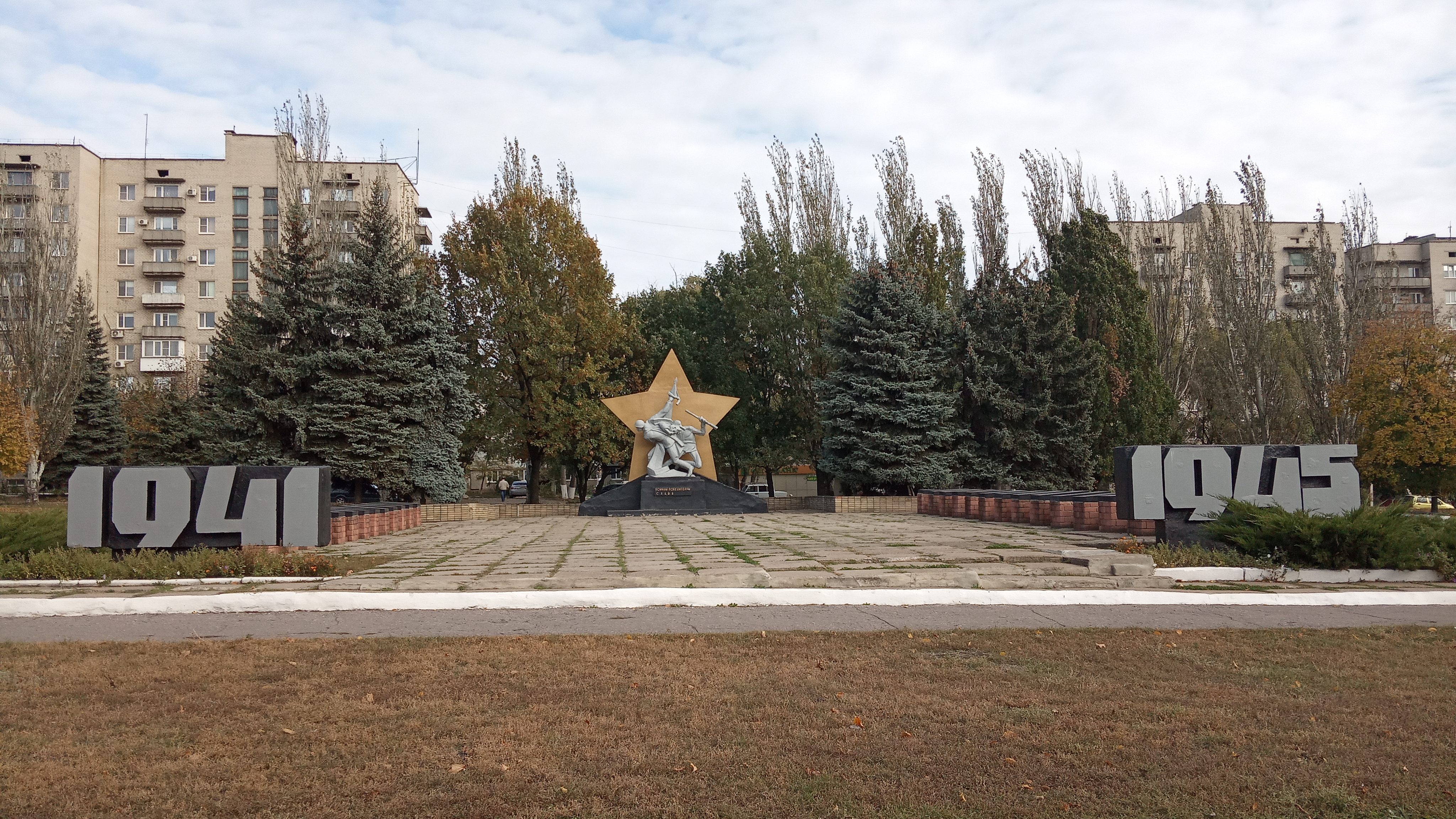
Памятник погибшим в Великой Отечественной войне 1941-1945 гг.

## Спорт
В городе функционируют:

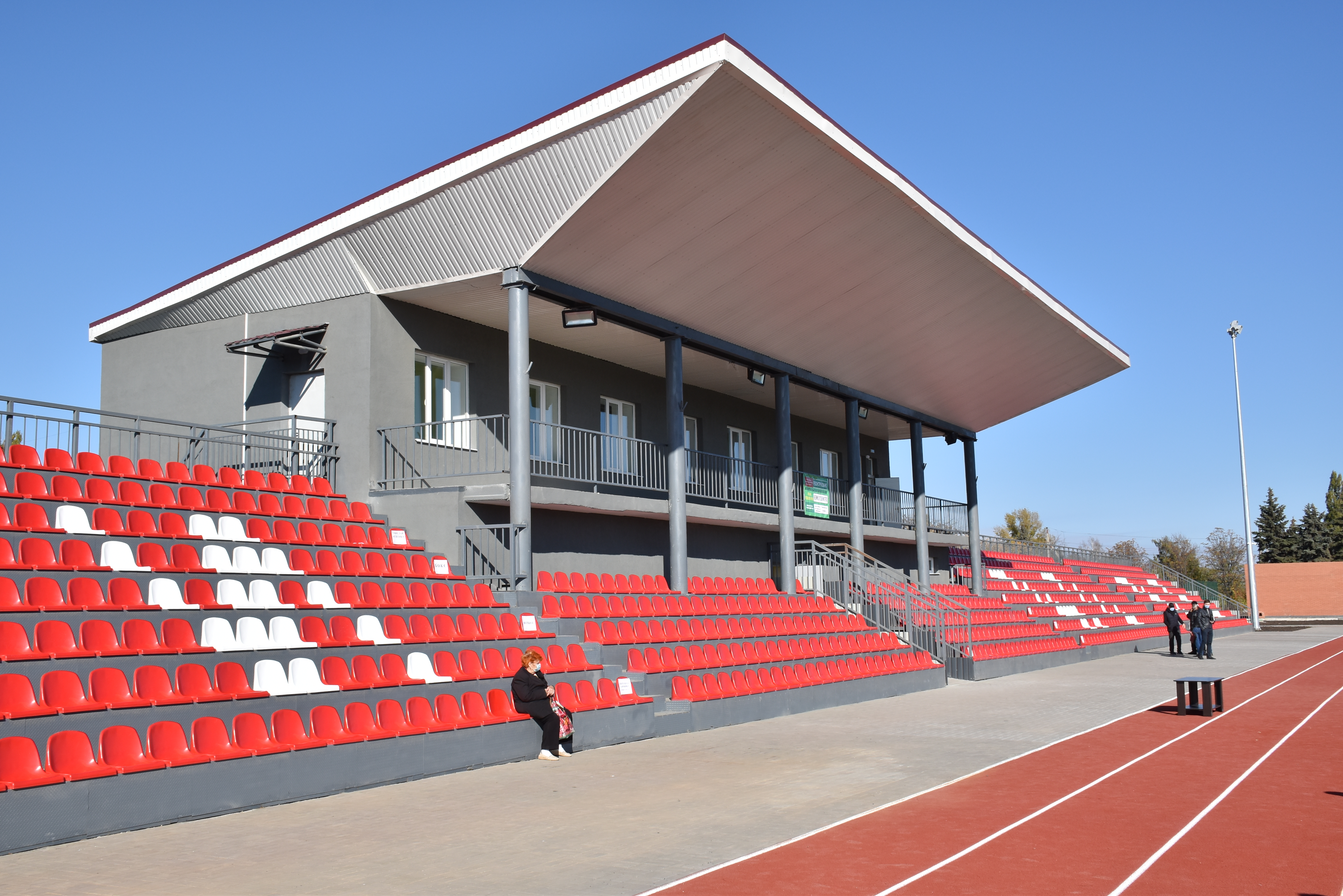
Стадион «Шахтёр»

- Детско-юношеская спортивная школа (в районе городского парка)
- спортивная площадка с искусственным покрытием
- СК «Импульс» (11 квартал)

## Социальная сфера
- Городская больница
- Детская больница
- Ветлечебница
- Центр занятости
- Управление внутренних дел
- Городская и межрайонная прокуратуры
- Детские сады (3)
- Отдел регистрации актов гражданского состояния
- Бюро технической инвентаризации
- Службы городского исполнительного комитета
- Биржи и службы продажи недвижимости

Учебные заведения города:
- Школы:
  - № 1
  - № 2
  - № 6
- Селидовская общеобразовательная гимназия (на базе СШ № 5)
- Вечерняя школа № 11 (ул. Маяковского)
- Музыкальная школа

Средние специальные учебные заведения:
- Профессиональный лицей (на базе бывшего училища № 41)
- Селидовский горный техникум

## Известные уроженцы
- Бровко, Иван Карпович[31]
- Живило, Михаил Юрьевич
- Колесников, Александр Леонтьевич
- Мор, Эдуард Владимирович
- Прутник, Эдуард Анатольевич
- Солдатенко, Валерий Фёдорович